# Moncton-Est (circonscription provinciale)
Pour la circonscription provinciale active de 1974 à 2014, voir Moncton-Est (circonscription provinciale, 1974-2014).
Circonscription électorale provinciale du Canada
Moncton-Est ((en) Moncton East) est une circonscription électorale provinciale du Nouveau-Brunswick représentée à l'Assemblée législative depuis 2014.

## Géographie
La circonscription comprend :

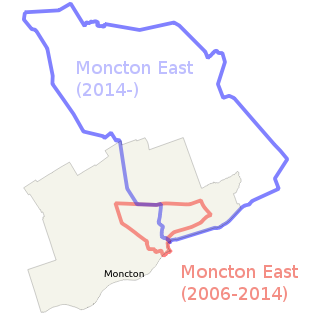
Différence entre les circonscriptions Moncton-Est de 2006 à 2014 et depuis 2014

- une partie de la ville de Moncton.

## Liste des députés
| Législature | Années       | Député | Député                  | Parti                     |
| --- | ------------ | ------ | ----------------------- | ------------------------- |
| Moncton-Est Circonscription issue de Moncton-Est (1974-2014), Moncton Crescent, Memramcook-Lakeville-Dieppe, Kent-Sud, Dieppe Centre-Lewisville et Petitcodiac |              |        |                         |                           |
| 58e | 2014-2018    |        | Monique LeBlanc         | Libérale                  |
| 59e | 2018-2020    |        | Monique LeBlanc         | Libérale                  |
| 60e | 2020-2024    |        | Daniel Allain           | Progressiste-conservateur |
| 61e | 2024-Présent |        | Alexandre Cédric Doucet | Libéral                   |